# ماسوشية الروبوت

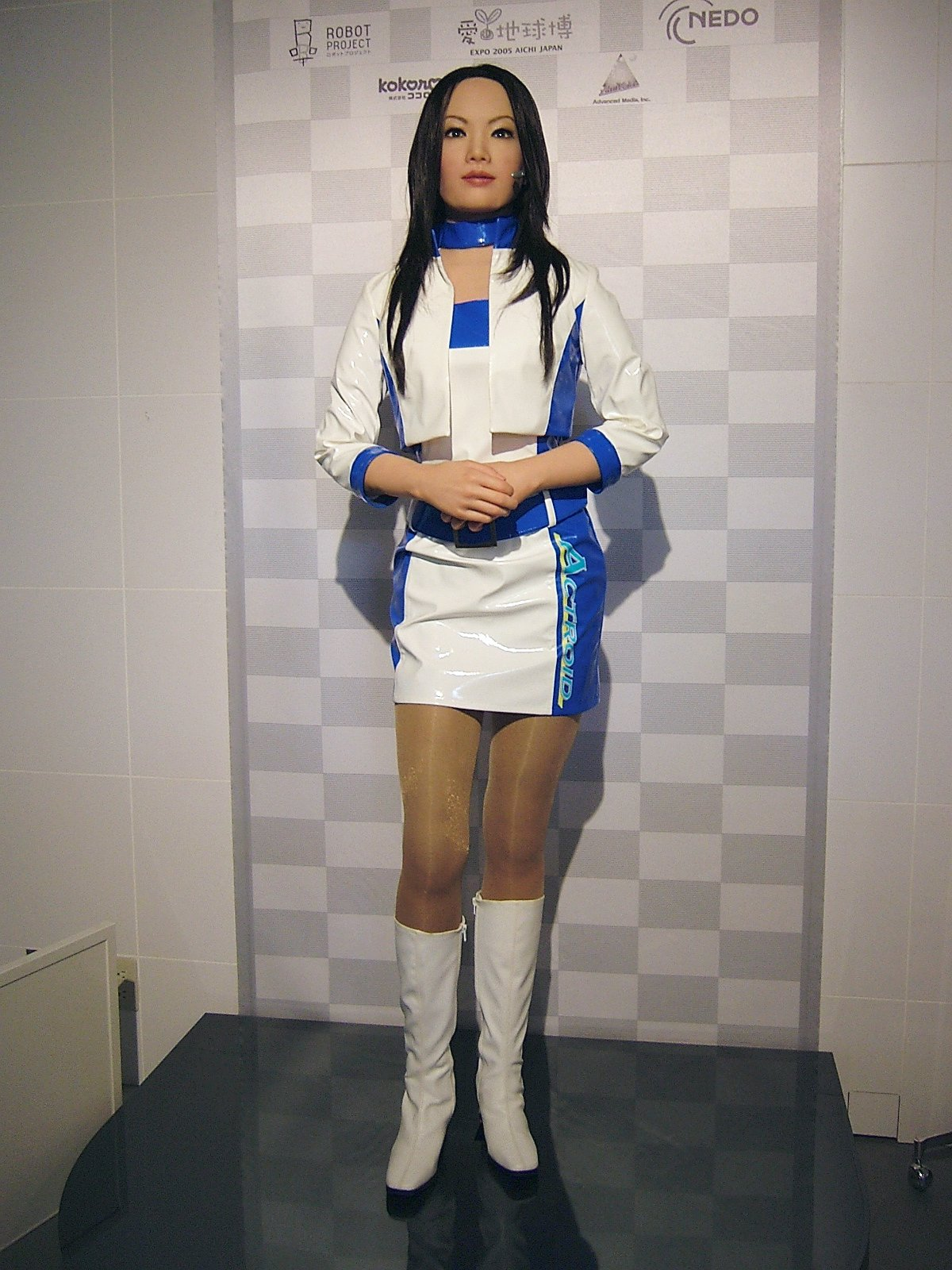

ماسوشية الروبوت (وتُسمى أيضًا روبوتات الجنس التوثيني البديل أو الجنسانية التكنولوجية) هي عبارة عن تجاذب توثيني للروبوتات شبيهة البشر؛ أو للأشخاص الذين يقلدون الروبوتات أو الأشخاص الذين يرتدون زيًا يتشابه مع شكل الروبوت. ويتضمن الخيال الأقل شيوعًا على الرغبة في التحول إلى روبوت. وفي هذا الصدد، يشبه هذا الأمر عملية اشتهاء التماثيل والتي تتضمن الانجذاب أو الرغبة في التحول لتماثيل أو مانِيكَانات (عارضات).
ويمكن أن يُنظر إلي ماسوشية الروبوت على أنها شكل من أشكال عملية اشتهاء التماثيل الإغرائي. أما في حالة رغبة التحول أو تقمص دور الدمية، فإنها تعد نوعًا من أنواع التجسيد الإغرائي.

## روبوت الجنس التوثيني البديل
يشير المتحمسون لماسوشية الروبوت إليها بالحروف الأولى منها "ايه اس اف أر"، وهذا الاختصار يعد الأشهر في الاستخدام. وتم إطلاق هذا الاختصار من قبل المجموعة الإخبارية يوزرنت المتوقفة حاليًا، ويشير هذا الاختصار إلى روبوت الجنس التوثيني البديل. ويطلق العديد من المتحمسين لهذه الفكرة على أنفسهم لقب تكنوسيكشول،  أو أسفريانز (ASFRians)". ويمكن تقسيم روبوت الجنس التوثيني إلى نوعين ولكن في بعض الأحيان يتم إدراجه ضمن الأنواع المتداخلة للخيالات.
أول هذه الأنواع هو رغبة امتلاك شريك الأندرويد الجاهز. والذي يمكن استخدامه في الأغراض الجنسية أو في المصادقات أو الجمع بين الأمرين. وتعد الميزة الرئيسية الفارقة في هذا الخيال هي أن الأندرويد يتم تصنيعه بالكامل، وفي بعض الأحيان يتم تصنيعه وفقًا لرغبات المالك. ويُشار إلى هذا النوع من الخيال بلفظة «المشيد».
أما النوع الثاني من روبوت الجنس التوثيني البديل الخيالي المنتشر فيشار إليه باسم «التحول». وهذا يشمل أيضا الشخص الذي يرغب في التحول إلى أندرويد سواء أكان عن طيب خاطر أم لا. ويمكن أن يمارس الشخص هذا الأمر مع ذاته أو مع شريك آخر أو كلا الأمرين. وهذه العملية في أغلب الأحيان تعد عملية تحول (من خلال أي وسيلة يتم تحقيقها) والتي تعتبر محور أو ركيزة هذا الخيال.
ويفضل العديد من الأشخاص في مجتمع روبوت الجنس التوثيني البديل إما النوع الأول أو النوع الثاني. وفي بعض الحالات يكون هذا التفضيل شديد للغاية، لذا يمكن أن يشعر الأفراد بالاستنفار بسبب أحد الأنواع بنفس درجة شعورهم بالانجذاب للنوع الآخر. وفي حالات أخرى، يتلقى المشيد الكثير من التقدير طالما كان هذا المشيد معدًا للتحول. وكشف استطلاع رأي حديث غير رسمي بين أعضاء مجتمع روبوت الجنس التوثيني البديل، أن ثلاثة اخماس الأعضاء تقريباً يفضلون المشيد أما الباقي يفضل التحول أو الجمع بين الأمرين.
مثال توضيحي لفن روبوت الجنس التوثيني البديل.
وتتنوع مظاهر الفتش الذي يتم تقديره من قبل أعضاء مجتمع روبوت الجنس التوثيني البديل بشكل كبير. وبالنسبة للبعض، فإن بعض المظاهر الآلية مثل الحركة والصوت تعد أمرًا فعالًا في عملية الإثارة الجنسية. أما بالنسبة للآخرين فإن هذه المظاهر لا تحث على أي إثارة، ولكن محاكاة حياة الأندرويد الذي يشبه الإنسان هو الأمر المرغوب. وهذا ينطبق على الجوانب الأخرى مثل الإحساسية أو وعي الذات. وقد يٌصاب بعض هؤلاء بالاستياء عند القدرة على إزالة بعض أجزاء جلد الاندرويد أو مظاهره الجسمانية لإظهار الدوائر الكهربية الا ان البعض الآخر يشعر بسعادة كبيرة لوجود تلك الإمكانية. وهناك فجوة بين هؤلاء الذين يفضلون الأندرويد الذي يحاكي الإنسان والآخرين الذين يفضلون الروبوت الآلي صاحب المظهر المعدني.
في الوقت الحالي لا يوجد الأندرويد الواقعي ولا روبوتات محاكاة البشر حيث لا يتم إتاحتها للمستهلك بسهولة، ويستطيع هذا الفتش أن يؤثر فقط في عدد محدود من الطرق. حيث لا يمكن التأثر بها إلا عن طريق التخيل والذي يتضمن الإثارة الذاتية أو تقمص الأدوار الجنسية مع الشريك. ومن ثم يكون فن روبوت الجنس التوثيني البديل أمرًا مهمًا في تقوية عملية التخيل.
ويتضمن الفن مع روبوت الجنس التوثيني البديل على سبيل المثال لا الحصر أفلام الخيال العلمي والمسلسلات التليفزيونية والروايات والقصص القصيرة والرسوم الإيضاحية والصور المعدلة والأغاني والإعلانات التليفزيونية التجارية. ويسعى خلف هذه الأعمال التكنوسيكشولز (technosexuals) منذ أن أصبح الأندرويد المجدي اقتصاديًا غير متاح بعد. ولم يبق سوى الدمية الجنسية مثل ريل دول حيث إنها الطريق الملموس الوحيد لاكتشاف ماهية هذا الفتش. ومن ناحية أخرى، فإن التطورات الأخيرة في مجال الإنسان الآلي والذكاء الصناعي مثل الأندرويد أو إيف أر-1 قد تؤدي إلى إنتاج شريك اصطناعي أكثر تقدمًا.
والجدير بالذكر أيضًا أن هناك بعض أسفريانز (ASFRians) ليس لديهم الرغبة في استخدام شركاء اصطناعيين إطلاقًا، ولكنهم يفضلون الشركاء البشريين للمشاركة في أشكال التجسيد الخيالي.

## وصلات خارجية
- The Technosexuality, Pygmalionist & Mind Control Fetish FAQ 3.0
- Sexually Interactive Autonomous Robots (Friedman and Kubat, M.I.T.)[وصلة مكسورة]
- Interview with David Levy, author of Robots Unlimited: Life in a Virtual Age نسخة محفوظة 3 مارس 2016 على موقع واي باك مشين.